# Tragúlids
Els tragúlids (Tragulidae) són una família de petits mamífers artiodàctils que actualment només es troben als boscs tropicals d'Àfrica, l'Índia, Sri Lanka i el sud-est d'Àsia. Són els únics membres vivents de l'infraordre Tragulina.